# Герасименко, Светлана Ивановна
Светла́на Ива́новна Герасиме́нко (23 февраля 1945, Барышевка, Киевская область — 8 апреля 2025) — советский, украинский и таджикский астроном, открывшая комету Чурюмова — Герасименко, лауреат Государственной премии Республики Таджикистан за достижения в области науки и техники им. Абу Али ибн Сино (Авиценны) за 2017 год за открытие кометы Чурюмова — Герасименко.

## Биография
Родилась в 1945 году в пригороде Киева, в посёлке Барышевка в семье потомственных учителей. Её сестра стала учителем, брат — хирургом-ортопедом. Поступала на физический факультет, на специальность ядерная физика, но не прошла медкомиссию из-за проблем с давлением.
В 1968 году окончила кафедру астрономии Киевского университета, впоследствии поступила в аспирантуру. В сентябре 1969 года вместе с Климом Чурюмовым, сотрудником Главной астрономической обсерватории АН Украинской ССР, отправилась в экспедицию в Алма-Ату для наблюдения комет на пятидесятисантиметровом телескопе. В ночь с 11 на 12 сентября 1969 года, наблюдая комету Комас-Сола, сделали фото, на котором оказалась ещё одна комета, получившая название по именам первооткрывателей — Комета Чурюмова — Герасименко.
В 1973 году по приглашению Института астрофизики Таджикистана переехала в Душанбе. До последних дней жизни работала научной сотрудницей этого института, проводила наблюдения и изучение комет.
2 марта 2004 года Светлана Герасименко вместе с Климом Чурюмовым присутствовала на космодроме Куру во Французской Гвиане при запуске европейского межпланетного зонда «Розетта», отправившегося к комете Чурюмова — Герасименко. Зонд достиг кометы в ноябре 2014 года, а 12 ноября от него отделился посадочный модуль «Филы», который выполнил 7-часовое сближение и в течение интервала 18:33…20:33 мск совершил первую в истории успешную посадку на комету (три посадки с двумя отскоками).
Именем Светланы Герасименко назван также астероид (3945) Герасименко, открытый в 1982 году Николаем Черных.
Скончалась 8 апреля 2025 года на 81-м году жизни.